# Christine Mayr-Lumetzberger
Christine Mayr-Lumetzberger (* 26. Jänner 1956 in Linz) ist eine österreichische Lehrerin, die entgegen dem Kirchenrecht an einer simulierten Weihe-Handlung 2002 teilnahm. Sie wurde im selben Jahr exkommuniziert.

## Leben
Christine Lumetzberger besuchte von 1962 bis 1976 die Volksschule, das Realgymnasium und die Kindergartenschule der Kreuzschwestern in Linz. Von 1976 bis 1982 war Christine Mayr-Lumetzberger Ordensfrau der Benediktinerinnen des Unbefleckten Herzens Mariä.
Von 1979 bis 1982 besuchte sie die Religionspädagogische Lehranstalt der Diözese Linz. 1993 absolvierte sie zudem eine Ausbildung in Heil- und Sonderpädagogik. 1995 schloss sie ein Lehramtsstudium für Hauptschulen in den Fächern Technisches Werken und Deutsch ab, 1998 außerdem das Lehramtsstudium für Sonderpädagogik. Sie ist heute als Lehrerin tätig.
International bekannt wurde sie durch ihr Engagement für die Frauenordination in der römisch-katholischen Kirche und durch ihre Weihe zur Priesterin im Jahr 2002, die vom Heiligen Stuhl als ungültig erachtet wird und ihre Exkommunikation zur Folge hatte.
Sie gehörte zu den Initiatorinnen der Organisation Roman Catholic Women Priests (RCWP), in der sich weltweit römisch-katholische Priesterinnen zusammengeschlossen haben.
Christine Mayr-Lumetzberger ist Österreichsprecherin der Plattform Frauenpriestertum der Initiative Priester ohne Amt. Sie unterstützt die Katholische Christophoruskapelle Kirchengemeinde und half bei deren Gründung in Wien, die am Palmsonntag 2021 erfolgte.

## Weihe zur Priesterin
Nach ihrer simulierten Weihe zur Diakonin wurden sie und sechs weitere römisch-katholische Theologinnen – Ida Raming, Iris Müller, Adelinde Theresia Roitinger, Gisela Forster, Pia Brunner und Dagmar Braun Celeste – von  Rómulo Braschi, einem Bischof der Freikatholischen Kirche, und dem Bischof Rafael Ferdinand Regelsberger am 29. Juni 2002 auf dem Donauschiff Passau zwischen Passau und Linz contra legem zu Priesterinnen geweiht und in Folgezeit als Donau Sieben bekannt.
Der Heilige Stuhl bezeichnete diesen Akt als ungültige „Simulation eines Sakramentes.“ Mayr-Lumetzberger und die anderen Frauen bestreiten die Bezeichnung aus dem Vatikan. Da sie die Nichtigkeit ihrer Weihe nicht anerkannte und bis zum Ablauf einer festgesetzten Bedenkzeit „keine Zeichen der Reue und Umkehr“ zeigte, wurde sie am 5. August 2002 exkommuniziert.

## Weihe zur Bischöfin
Am 27. Juni 2003 wurde sie zusammen mit Gisela Forster in Österreich von drei römisch-katholischen Bischöfen, deren Namen nicht bekannt wurden, in einer simulierten Zeremonie zur Bischöfin geweiht. Der Weiheakt wurde notariell dokumentiert und von Zeugen bestätigt. Damit sollte es möglich werden, die Frauenordination mit korrekter römisch-katholischer Sukzession in die Welt zu tragen, ohne dass die Weihespender bestraft würden.
Auch bezüglich ihrer Bischofsweihe hat die katholische Kirche die Nichtigkeit festgestellt. Im Jahr 2009 verweigerte der Linzer Diözesanbischof Ludwig Schwarz Christine Mayr-Lumetzberger die Kommunion während einer Messe im Mariendom.

## Publikationen
- Bischöfin, römisch-katholisch. Mein Weg zu einer neuen Kirche. Ueberreuter, Wien 2011, ISBN 978-3-8000-7508-9.